# Yasuki Hiramatsu
Yasuki Hiramatsu (japanisch 平松 保城 Hiramatsu Yasuki; * 30. April 1926 in Osaka; † 11. April 2012 in Tokio) war ein japanischer Schmuckkünstler und Hochschullehrer.
Er gilt als einer der Wegbereiter des modernen Schmucks in Japan und als erster, der dort die Idee von Schmuck als Kommunikation und Körpersprache hervorhob. Textur, Form und Licht stehen im Mittelpunkt seiner Kunst. Seine Arbeiten strahlen Einfachheit, Reinheit und Stärke aus. Er war über 30 Jahre Professor an der Universität der Künste, Tokio und zwei Jahre am Royal College of Art in London, sowie einer der Mitbegründer der Japan Jewellery Designers Association (JJDA), die modernen japanischen Schmuck und Angewandte Kunst auf nationalen und internationalen Ausstellungen präsentiert.

## Leben und Werk
Yasuki Hiramatsu wurde 1926 in Osaka geboren. Seine Familie ist eine alteingesessene Familie von Metallhandwerkern; sein Vater war einer der renommiertesten Metallhandwerker seiner Zeit in Japan.
Er wurde durch die Werkstatt seines Vaters von Kindheit an nachhaltig geprägt. Von 1947 bis 1952 studierte er an der National Universität der Bildenden Künste & Musik, heute die Universität der Künste Tokio, wo er anschließend auch viele Jahre als Professor wirkte. Er erhielt zahlreiche Auszeichnungen, darunter den japanischen Good Design Award und den Craft Center Japan Gold Prize.

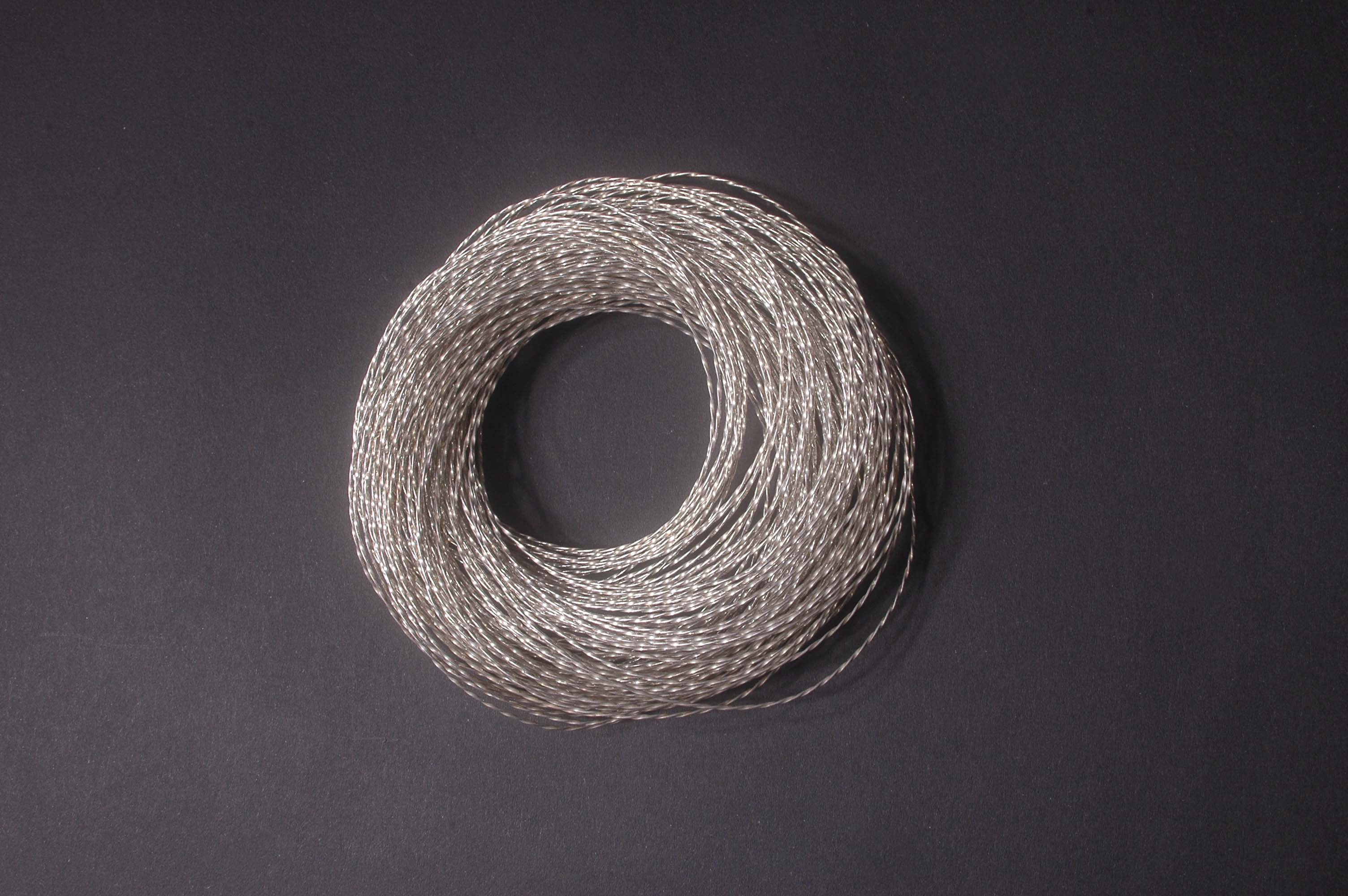
Armschmuck‚ Silber‚ 1990

1994 erhielt er als erster Nicht-Europäer den Goldenen Ehrenring der Gesellschaft für Goldschmiedekunst in Hanau.
1993 emeritierte er.
Charakteristisch für seine Arbeiten ist die Verwendung traditioneller japanischer Metalltechniken, die er mit westlichen Prinzipien des Minimals und des Informel zur Grundlage seiner Arbeiten machte.
Seine Arbeiten wurden vielfach ausgestellt und befinden sich in Sammlungen wie dem National Museum of Modern Art in Tokio, dem Kumamoto Prefectural Traditional Crafts Center, Die Neue Sammlung in München, dem Schmuckmuseum Pforzheim und dem Victoria & Albert Museum in London.

## Auszeichnungen
- 1952–1957: Zweimaliger Preisträger des Living Industrial Arts Institute, Tokio, Japan
- 1969: Goldpreis beim 3. Craft Center Japan
- 1970: Preis der Japan New Craft Exhibition, Tokio
- 1990: Erstellte ein Geschenk für Kaiserin Michiko zu ihrer Inthronisierung
- 1991: 41. Craft Award in Excellence, verliehen von der japanischen Regierung, Ministerium für Bildung, Kultur, Sport, Wissenschaft und Technologie
- 1994: Erster Nicht-Europäer, der von der Gesellschaft für Goldschmiedekunst mit dem Goldenen Ehrenring ausgezeichnet wird
- 1995: Ausgezeichnet für den Beitrag zur Designförderung durch das japanische Regierungsministerium für internationalen Handel und Industrie
- 1997: Auszeichnung mit dem Kunii Kitaro Prize der Japan Industrial Art Foundation

## Einzelausstellungen
- 1978: Galerie am Graben, Wien
- 1990: Electrum Gallery, London
- 1993: Professor Yasuki Hiramatsu Retirement Exhibition, Tokyo University of the Arts
- 1994: STUDIO TON BERENDS, Den Haag, Niederlande
- 1995: LUISE SMIT, Amsterdam, Niederlande
- 1996: Galerij Sofie Lachaert, Gent, Belgien
- 1997: Magari, Barcelona, Spain; Galerij Sofie Lachaert, Antwerpen, Belgien
- 2006: Gallery HANAIRO, Anraku-ji (temple), Kyoto
- 2008: Crafts Gallery, The National Museum of Modern Art, Tokio

## Arbeiten in öffentlichen Sammlungen
- The National Museum of Modern Art, Tokio
- National University of Fine Arts and Music, Tokio
- Museum of Traditional Art and Craft, Japan
- Museum für Kunst und Gewerbe, Hamburg
- Schmuckmuseum, Pforzheim
- Royal College of Art, London
- Victoria & Albert Museum, London
- National Museums Scotland, Edinburgh
- Imperial Household Agency, Tokio